# Paradidyma conica
Paradidyma conica là một loài ruồi trong họ Tachinidae.